# Suarius gobiensis
Suarius gobiensis är en insektsart som först beskrevs av Bo Tjeder 1936.  Suarius gobiensis ingår i släktet Suarius och familjen guldögonsländor. Inga underarter finns listade i Catalogue of Life.